# Eleuterio F. Tiscornia
Eleuterio Felipe Tiscornia (Gualeguaychú, 22 de octubre de 1879-Buenos Aires, 1 de julio de 1945) fue un escritor, filólogo romanista e hispanista argentino. Tuvo como principal objeto de estudio la poesía gauchesca. Sus obras Martín Fierro comentado y anotado (1925) y La lengua de Martín Fierro (1930), en las que Tiscornia realizó por primera vez una anotación sistemática de la obra El gaucho Martín Fierro, fueron referenciales. Fue miembro de la Academia Argentina de Letras.

## Biografía

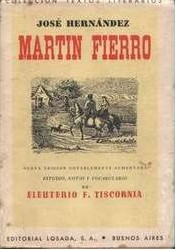
Cubierta de la obra Martín Fierro publicada por la Editorial Losada, con comentarios de Eleuterio Tiscornia.

Durante la década de 1920, Eleuterio Tiscornia fue profesor de gramática y literatura española, y vicerrector del Colegio Nacional Manuel Belgrano de Buenos Aires.
En 1925 y 1928 integró el Consejo Nacional de Educación en calidad de vocal.
Se especializó en Filología y Semántica, con particular interés es la interpretación de vocablos criollos e indígenas.
Su inclinación hacia los estudios lingüísticos lo condujo al estudio de la obra principal de José Hernández, El gaucho Martín Fierro. Como resultado publicó dos tomos, el primero en 1925: Martín Fierro comentado y anotado, tomo I (texto, notas y vocabulario), impreso en la imprenta Coni; y el segundo en 1930: La lengua del Martín Fierro, tomo II del Martín Fierro comentado y anotado. El segundo tomo fue impreso en la imprenta de la Universidad de Buenos Aires para el Instituto de Dialectología Hispanoamericana dirigido por Amado Alonso en el Instituto de Filología de la Facultad de Filosofía y Letras de dicha universidad. Con esas dos obras, recogidas luego por su discípulo Jorge M. Furt en un solo volumen (Buenos Aires: Imprenta Coni, 1951), Tiscornia se convirtió en referencia de los estudios filológicos del Martín Fierro.
Tiscornia publicó buena parte de su obra desde el Instituto de Filología de la Universidad de Buenos Aires, uno de los principales centros de investigaciones filológicas hispánicas del mundo.
Eleuterio Tiscornia fue además el biógrafo más importante de Mariano Andrade (el padre de Olegario Víctor Andrade).
Eleuterio Tiscornia falleció en 1945. Entre los oradores que lo honraron en su sepelio estuvieron los poetas Enrique Banchs, y Carlos Obligado (hijo de Rafael Obligado).

## Valoraciones de su obra
La obra más importante de Tiscornia, La lengua del Martín Fierro, relaciona el lenguaje literario con la lengua hablada en la pampa argentina. Esa publicación, que integró la Biblioteca de Dialectología Hispanoamericana (BDH), tuvo el carácter propio de los estudios americanistas, vinculados con los de folklore, que se centran en la oralidad y en la expresión de identidades sociales.
La obra recibió críticas de distintos autores, como Leopoldo Lugones y Vicente Rossi. El empeño excesivo de Tiscornia en buscar antecedentes españoles a los giros de José Hernández es la crítica más corriente que se le hace a La lengua de Martin Fierro. En efecto, Eleuterio Tiscornia forzaba su razonamiento y su información de las fuentes hispanas para demostrar que el poema criollo no contenía voces, giros o refranes cuyo uso no estuviera registrado antes en España. Esta tesis de carácter colonialista fue rebatida por Santiago Lugones y Vicente Rossi, entre otros. Ezequiel Martínez Estrada, luego de expresar que la «consagración (de Tiscornia) al análisis y comentario del Martín Fierro ha sellado su nombre con un signo sacro de autoridad», lo atacó con virulencia.
También Jorge Luis Borges criticó el trabajo realizado por Tiscornia, de quien señaló su propósito de «hispanizar el Martín Fierro». Borges hizo eco de las críticas previamente realizadas por Ezequiel Martínez Estrada al referirse al carácter voluminoso de las ediciones eruditas de Tiscornia:

Hace cuarenta o cincuenta años, los muchachos leían el Martín Fierro como ahora leen a Van Dine o a Emilio Salgari; a veces clandestina y siempre furtiva, esa lectura era un placer y no el cumplimiento de una obligación pedagógica. Ahora, el Martín Fierro es un libro clásico y ese calificativo se oye como sinónimo de tedio. Por su mero volumen, las ediciones eruditas contribuyen a la difusión de ese error; la indudable extensión del doctor Tiscornia ha sido atribuida al poeta comentado por él. Lo cierto es que el Martín Fierro abarca unas ochenta páginas y podemos empezarlo y concluirlo, sin exceso de velocidad, en un solo día. En cuanto a su vocabulario, ya veremos que es menos regional que el de Estanislao del Campo o el de Lussich.

No faltan ediciones cuidadas. Acaso la mejor sea la de Santiago M. Lugones (Buenos Aires,1926), cuyas notas lacónicas, obra de un hombre que conoce nuestra campaña, son utilísimas para la inteligencia del texto. Más conocida es la de Eleuterio Tiscornia, publicada en 1925; las palabras necesarias sobre este libro han sido dichas por Ezequiel Martínez Estrada (Muerte y transfiguración de Martín Fierro, II, 219).
Jorge Luis Borges

Elías Giménez Vega reprobó el trabajo de Tiscornia por ignorar algunas correcciones introducidas por José Hernández al poema en ediciones posteriores, y escribió:

Se sustrajeron los prólogos de las ediciones, o se agregaron notas sumamente eruditas, como las de Eleuterio Tiscornia, asépticamente puras, filológicamente tan veraces como injustas supresiones a cualquier referencia que pudiera integrar el poema en su momento histórico y que pudiera darle margen en el tiempo y en el espacio a la denuncia social.

## Reconocimientos
Más allá de las críticas, es mérito de Tiscornia la aplicación de disciplina al estudio de la obra El gaucho Martín Fierro, y la realización por primera vez de la tarea ingente de anotación sistemática del poema.
Tiscornia fue nombrado miembro de la Academia Argentina de Letras desde 1937, donde ocupó el sillón n.º 13: «José Hernández».
En San Carlos de Bariloche, y en Gualeguaychú, su ciudad natal, una calle lleva su nombre.

## Obras
En la producción literaria de Eleuterio Tiscornia se encuentran las siguientes obras:

### Ediciones y notas
- Hernández, José (1925). Martín Fierro. Comentado y anotado por Eleuterio F. Tiscornia. Tomo I. Texto, notas y vocabulario. Buenos Aires: Coni. Tuvo numerosas ediciones posteriores, destacando las publicadas por Editorial Losada a partir de 1939.
- Argote de Molina, Gonzalo (1926). Discurso sobre la poesía castellana. Edición y notas de Eleuterio F. Tiscornia. Madrid: Victoriano Suárez (ed.), Imprenta Clásica Española, Biblioteca Española de Divulgación Científica.
- Tiscornia, Eleuterio F. (edición, estudio y notas); Becco, Jorge H. (indicaciones bibliográficas) (1940). Poetas gauchescos: Hidalgo, Ascasubi, del Campo. Buenos Aires: Losada.
- Tiscornia, Eleuterio F. (1953). Prólogo a las Obras poéticas de Olegario V. Andrade. Buenos Aires: Academia Argentina de Letras; Coni Hermanos, pp. VII-LVVII.

### Libros y artículos
- Tiscornia, Eleuterio F. (1930). La lengua del Martín Fierro. Buenos Aires: Fac. Filosofía y Letras, 1930.
- Tiscornia, Eleuterio F. (1939). La vida de Hernández y la elaboración del Martín Fierro. Buenos Aires: Asociación Folklórica Argentina.
- Tiscornia, Eleuterio F. (1943). Vida de Andrade. Buenos Aires: Academia Argentina de Letras, 75 pp.
- Tiscornia, Eleutorio F. (1943). Orígenes de la poesía gauchesca. En: Boletín de la Academia Argentina de Letras XII, pp. 347-371.